# 繆公恩
繆公恩（1756年—1841年），原名公儼，字立莊，號楳澥，別號蘭皋。漢軍正白旗人，钦命河南布政使司布政使礼山之孙，江苏海州直隶州知州廷玢之子。善书能诗，精篆刻，工写兰。不仅被时人誉为诗坛“盟主”和“泰斗” ，还被現代學者称为“18世纪末叶至19世纪中期以前最负盛誉的东北著名诗人”，並且声名远播朝鲜。

## 生平
乾隆二十一年出生，生母為瓜爾佳氏。《奉天通志》記其官至盛京礼部右翼官学助教。幼年時随父親宦游江南，与阳湖洪稚存的交情最為要好。洪稚存赠诗有“邂逅得识张季鹰，雅志不复矜飞腾”句。分家时家产悉让诸弟缪公偀等人，僅留城宅一区。晚年写兰，以诗酒自娱，家计艰而名益著。朝鲜使臣有过沈阳者，以不识兰皋为恨。
曾孙缪裕绂在《梦鹤轩楳澥诗钞·跋》中又提到缪公恩参加乡试屡次落第，凭借雄厚的家产靠捐监取得“太学生”功名。盛京汉军正白旗人缪延祺光绪庚寅恩科会试朱卷履历則有以下记载：「高祖公恩，字楳澥、原任盛京礼部助教官。著有《题兰稿》行世，《梦鹤轩诗钞》俟刻。诰封奉直大夫。」

## 著作
- 《題蘭稿》繆公恩著 清繆潤紱書，含光閣藏板，光緒丙戍秋開雕，哈佛大學燕京圖書館藏書。
- 《夢鶴軒楳澥詩鈔》